# Aloe succotrina
Aloe succotrina o acíbar, también llamado yerba babosa, es una especie de planta de flor de la familia Asphodelaceae, es utilizada como planta medicinal nativa de Sudáfrica.

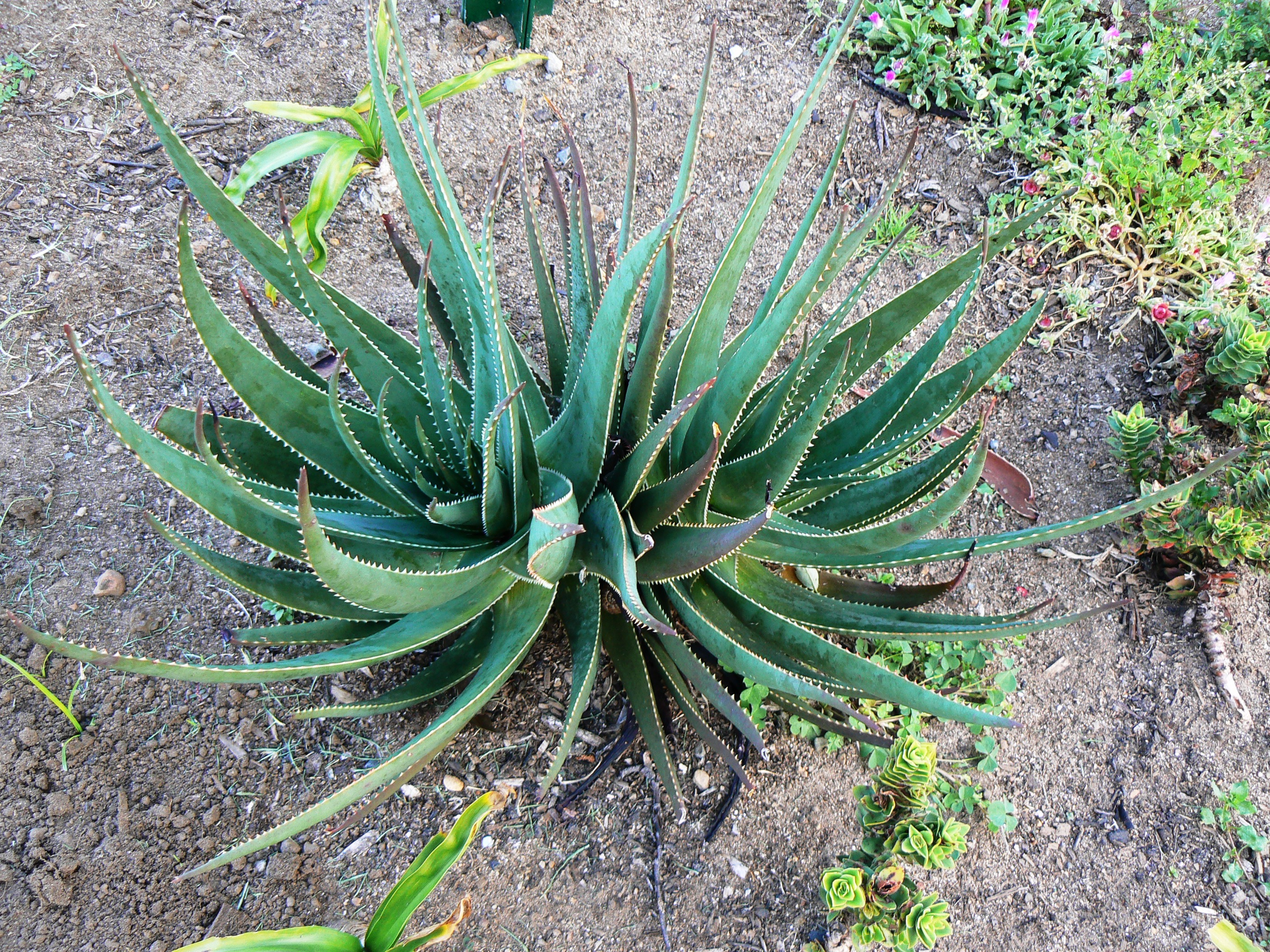
Vista de la planta

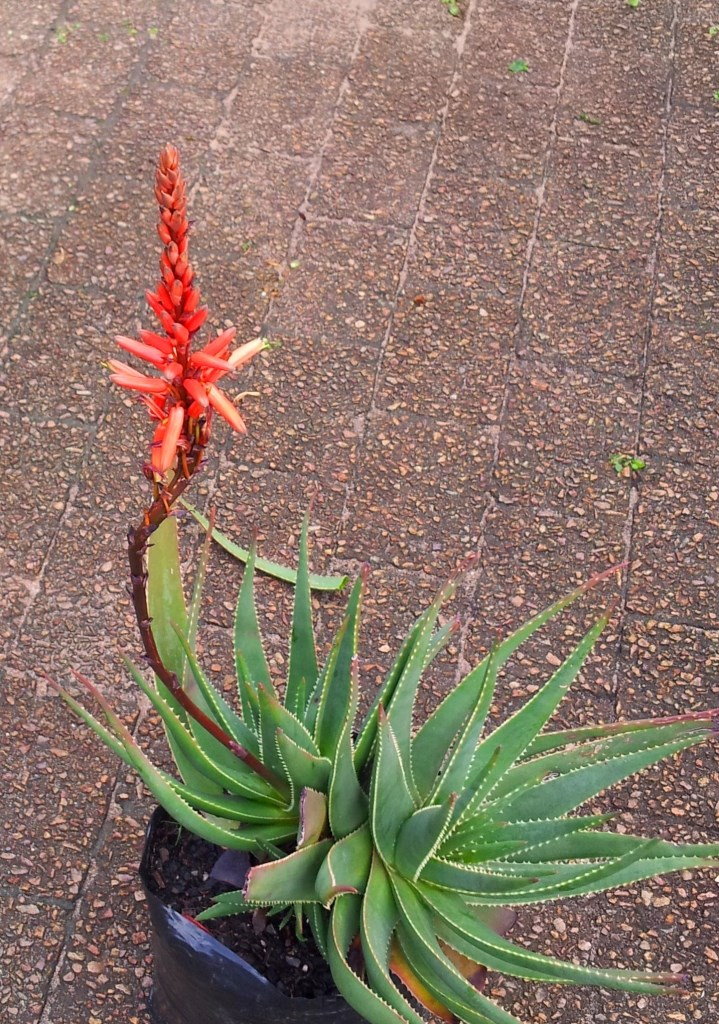
Planta en flor

## Descripción
Es una planta con hojas carnosas cuyo conjunto alcanza 1.5 metros de altura, siendo su media de un metro. Las hojas forman densas rosetas y ascienden curvadas, son de color verde  gris-verdoso con puntos blancos. Los márgenes tienen firmen dientes triangulares de color blanco. El tallo floral asciende hasta un metro de altura y aparece a mediados de invierno. El racimo tiene 35 cm de longitud y sus flores son tubulares de color naranja o rojo, midiendo cada una de ellas los 4 cm de longitud.
Taxonómicamente, forma parte de la serie Purpurascente  muy estrechamente relacionadas con las especies  de Aloe:  Aloe microstigma, Aloe gariepensis, Aloe khamiesensis y Aloe framesii.

## Cultivo y Usos
Aloe succotrina puede ser fácilmente cultivada como planta ornamental en los jardines de clima mediterráneo, jardines rocosos y en contenedores. Es especialmente llamativa en invierno, cuando florece.  La planta prefiere un lugar soleado, con buen drenaje. El espacio debe ser proporcionado por la madurez, ya que con el tiempo se convierte en un grupo grande y denso. Puede propagarse tanto por esquejes / vástagos o por semilla.
Esta especie tiene usos como planta medicinal.

## Taxonomía
Aloe succotrina fue descrita por Jean-Baptiste Lamarck y publicado en Auctarium ad Synopsim Methodicam Stirpium Horti Reg. Taurinensis 13. 1773.
Etimología
Ver: Aloe
succotrina: epíteto geográfico que alude a su localización en Socotra. Durante un tiempo se creía que la planta era original de Socotra, aunque en realidad se recolectó en Sudáfrica.
Sinonimia
- Aloe perfoliata var. succotrina (Lam.) Aiton (1789).
- Aloe soccotrina Garsault (1764), orth. var.
- Aloe vera Mill. (1768), nom. illeg.
- Aloe perfoliata var. purpurascens Aiton (1789).
- Aloe sinuata Thunb. (1794).
- Aloe sinuata Willd. (1799), nom. illeg.
- Aloe purpurascens (Aiton) Haw. (1804).
- Aloe soccotorina Schult. & Schult.f. in J.J.Roemer & J.A.Schultes (1829), orth. var.[8]